# Centro Esportivo Força e Luz
O Centro Esportivo Força e Luz é um clube brasileiro de futebol, sediado na cidade de Natal, no estado do Rio Grande do Norte. Disputa a Segunda Divisão do Campeonato Potiguar.
Foi fundado no dia 20 de julho de 1966, pelos funcionários da Antiga Companhia Força e Luz Nordeste do Brasil. Participou do Campeonato Potiguar da Segunda Divisão, onde foi campeão em 1969, garantindo o acesso à Primeira Divisão, onde esteve até 1997, quando deixou de disputar competições oficiais voltando após 17 anos a competir, em 2014, através de uma parceria viabilizada com o Globo FC. É um clube formador de talentos. Disputa atualmente o Campeonato Potiguar.
Tem um acordo de parceria, com o ex-jogador Mazinho, atualmente, agente de jogadores e representante da empresa Safira Sports, uma agência com sedes em Curitiba 
e em Madri, Espanha

## História
O Centro Esportivo Força e Luz, foi fundado em 20 de julho de 1966 em Natal, pelos desportistas e funcionários da empresa Força e Luz, Pedro Ferreira da Silva, Manoel Francisco de Carvalho e Manoel Vital.
Em 1967, disputou o primeiro campeonato na segunda divisão, tendo conquistado o título de campeão do Torneio Início e o vice-campeonato na temporada. Em 1968, voltou a participar do campeonato e conquistou o bicampeonato do torneio Início e o título de campeão, conquistando assim o acesso para a Primeira Divisão do campeonato Potiguar. Para este feito, o então presidente Pedro Ferreira da Silva, formou um time forte contratou o treinador José Djalma e contratou uns dos destaques da Portuguesa, o goleiro Ranilson Cristino, tendo sido uma das peças importantes na conquista do título e passou a ser o maior ídolo do clube sendo admirado pela direção da empresa que o apelidaram de “O PEQUENO GIGANTE.” Participou dos campeonatos dos anos de 1969, 1970, 1971, 1972, 1973, 1974, sempre em iguais condições com o ABC e América, passando a ser a terceira força do futebol potiguar na década, tomando o posto do Alecrim. Em 1975, foi campeão do Torneio Incentivo promovido pela CBD (hoje CBF) derrotando o Alecrim na final por 2 a 0. Foi campeão invicto da primeira Copa Natal de Futebol Sub-17, quando revelou o meia Matuzalém e em 1997, o vice-campeonato da categoria juniores.
Deixou de participar dos campeonatos de profissionais, porém só retomou as atividades de profissionais no ano de 2014, através de uma parceria viabilizada com o Globo, que cedeu atletas, comissão técnica, além da estrutura do centro de treinamento e do estádio. Esta parceria deu certo pois o clube conquistou o Campeonato Potiguar Segunda Divisão de 2014 e conseguiu o acesso à elite do futebol potiguar, sendo rebaixado novamente em 2015 e repetindo a história em 2017.
Em 2018, o Força e Luz estava "por um fio" de ser rebaixado e o time comandado por Jocian Bento, ex-jogador de ABC e Fluminense, conseguiu dar a volta por cima e fez uma boa campanha para escapar do rebaixamento. No fim do mesmo ano, o então presidente do clube, Ranilson Cristino, vendeu o Força e Luz para um grupo de empresários. O Time Elétrico foi rebaixado para a segunda divisão do campeonato potiguar em 2019, mas sob o comando do técnico João Paulo, ex-jogador e ídolo do Alecrim, o clube da Zona Norte de Natal conseguiu o título e consequentemente a ascensão à primeira divisão potiguar no mesmo ano. O Time Elétrico em 2020, fez a melhor campanha da sua história no Campeonato Potiguar da 1ª divisão, ficando em terceiro lugar na classificação geral.

## Títulos
- Estaduais

| Estadual | Estadual                         | Estadual | Estadual                |
|          | Competição                       | Títulos  | Temporadas              |
| -------- | -------------------------------- | -------- | ----------------------- |
|          | Campeonato Potiguar - 2ª Divisão | 4        | 1969, 2014, 2017 e 2019 |
|          | Torneio Início                   | 2        | 1968 e 1969             |
|          | Torneio Incentivo                | 1        | 1975                    |

### Outras Conquistas
- Campeão da Copa Natal Juvenil: 1997 (Invicto)

Bicampeão Potiguar Feminino: 2013 e 2014

### Títulos das categorias de base
- Campeonato Potiguar Sub-20: 2024. [4]

## Estatísticas

### Participações
|  | Participações em 2025 |

| Competição          | Competição          | Temporadas | Melhor campanha                 | Estreia | Última | P | R |
| Rio Grande do Norte | Campeonato Potiguar | 22         | 3º colocado (1973, 1974 e 2020) | 1970    | 2025   |   | 4 |
| Rio Grande do Norte | Segunda Divisão     | 8          | Campeão (4 vezes)               | 1968    | 2019   | 4 |   |

### Temporadas
Legenda:
| Campeão Vice-campeão Eliminado na semifinal. | Rebaixado à divisão inferior. Campeão e promovido à divisão superior Promovido à divisão superior. |